# Леван III Дадіані
Леван III Дадіані (груз. ლევან III დადიანი пом. 1680) — володарний князь (мтаварів) Мігрелії (1660 / 1-1680). Син Іессе (Йосипа) — сина мтаварів Манучара I Дадіані. Від народження носив ім'я Шамадавле (შამადავლე).
Був зведений на мегрельський престол царем Картлі Вахтангом V після вигнання і смерті попереднього володаря — Вамеха III (двоюрідного дядька Шамадавле). Прийняв ім'я свого дядька Левана II і одружився з Тамар (Тамарою), племінницею Вахтанга V (дочкою його брата Константина).

## Війни
Після воцаріння в Імереті царя Баграта V Леван не визнав його царем і пішов на нього в похід. Баграт атакував війська Дадіані і розбив їх, Левана взяли в полон. Цар Імереті змусив Левана розлучитися з дружиною Тамар, сам одружився з нею, відпустивши від себе її сестру Тітію (також дочку Костянтина Мухранбатоні), ще не повінчану. Натомість він близько 1663 року віддалав Левану в дружини свою сестру Тінатін — дочку Олександра III Імеретинського і колишню дружину якогось Гошадзе («якого сам Леван звинувачував в блуді зі своєю дочкою») — та відпустив Левана в Мігрелію.
У 1669 році Сехнія Чхеїдзе зібрав імерів, об'єднався з Леваном і пішов на царя Баграта. Той зібрав військо в Рача — Лечхумі та Окриба, і під Чхарі відбулася кровопролитна битва: Чхеїдзе був розбитий і загинув, Леван втік до Мігрелії, а Баграт зайняв більшу частину Імереті.
Однак Леван не залишив спроб помститися царю за втрату дружини («яка була прекрасної та витонченої краси»). У 1671 році він на чолі сильного війська прийшов в Імеретію, де до нього приєдналися багато імеретян. Цар Баграт пішов в Рачу, а війська Левана стали в Гегуті та грабували Імереті. Тоді цар Баграт зібрав воїнів з Рача-Лечхумі і деяких імеретів, спустився в Імереті, воював з Леваном в Гегуті, розбив його, перебив багатьох його воїнів, а втікача Левана схопили і привели до царя Баграта, який змусив бунтівного мтавара заприсягтися у вірності і відпустив («бо був той одружений з сестрою Баграта»).
Цар Вахтанг V, одружений з тіткою Левана Маріам Дадіані, побажав зміцнити родиннізв'язки з мтаваром Мігрелії. Для цього він запропонував видати свою внучку Дареджан (дочка Арчила) за сина Левана — Манучара. Леван дав згоду і відправив Манучара в Картлі, де дітей одружили («хоча їм було по 7 років»). Прийшовши до висновку, що це не добре для нього, цар Баграт повідомив слугам юного Манучара, що нібито цар Вахтанг планує відіслати Манучара до шаха бранцем. Ті злякалися і, викравши хлопчика, повернули до батька.
У 1678 році в Імереті царював син Вахтанга V Арчил, а Баграт втік, залишивши дружину в одній з фортець. Арчил повернув свою двоюрідну сестру — Тамар — Левану (з якою той повторно одружився) і, покликавши свого зятя Манучара, тримав його при собі. Після повернення Баграта в 1679 році на імеретинський престол, він відправився в Мігрелію, розбив Левана, відняв у нього Тамар і знову одружився з нею. Тоді Леван помирився з Георгієм Гурієлі, мтаваром Гурії, і, віддавши йому в заручники сина Манучара, за допомогою Гурієлі повернув Мігрелію.
Наступного року Леван III Дадіані помер. Незабаром після цього Гурієлі вбив Манучара.
Саме Леван підніс азнаура Кацію Чіковані — родоначальника майбутньої нової династії правителів Мігрелії, — подарувавши йому Лечхумі і Саліпартіано і видавши за нього свою дочку Мзехатун.

## Діти
Єдиною законною дитиною Левана III був син Манучар (бл. 1665 — бл. 1680).
Також у Левана було двоє позашлюбних дітей:
- дочка Мзехатун, що стала дружиною лечухмбатоні Каціі (Чіковані), та
- син Леван IV, спадкоємець після батька.